# Jean Paul
Jean Paul, pseudonimo di Johann Paul Friedrich Richter (Wunsiedel, 21 marzo 1763 – Bayreuth, 14 novembre 1825), è stato uno scrittore e pedagogista tedesco.

## Biografia
Primogenito di un pastore protestante, iniziò a Lipsia gli studi teologici nel 1781. Tuttavia, avendo compreso che la sua unica vocazione era quella di fare lo scrittore a tempo pieno, li abbandonò dopo soli sei mesi. Probabilmente a questa decisione contribuirono anche alcune difficoltà economiche. Egli tornò così a Hof, dove la sua famiglia si era trasferita da tempo.
Nel 1790 fondò e diresse la scuola elementare di Schwarzenbach. In questi anni la sua produzione fu particolarmente feconda ma il successo arrivò solo nel 1795 con Hesperus, che lo portò finalmente al benessere economico e alla notorietà.
Recatosi a Weimar nel 1796 fece amicizia con Johann Gottfried Herder, conobbe Christoph Martin Wieland e infine Johann Wolfgang Goethe e Friedrich Schiller, coi quali peraltro non fu in rapporti cordiali, avendone rifiutato sia la concezione classicista dell'arte sia le idee anti-repubblicane.
Nel 1800, anno della pubblicazione del primo dei quattro volumi del romanzo Der Titan, a Berlino, entrò in contatto con le maggiori personalità culturali. Qui conobbe Karoline Meyer, figlia di un funzionario prussiano, che sposò nel 1801.
Nel 1804 si stabilì a Bayreuth, dove lavorò al romanzo incompiuto Die Flegeljahre, in cui riprende il tema tipicamente tedesco dell'inconciliabile dualismo della natura umana. In quello stesso anno pubblicò un saggio, Vorschule der Ästhetik (Introduzione all'estetica) e, tre anni più tardi, un romanzo pedagogico, Levana. A Heidelberg, nel 1817, gli fu conferita una laurea honoris causa.
Negli anni successivi la sua produzione calò sensibilmente, anche a causa di una malattia alla vista e alla perdita dell'unico figlio. Morì sessantaduenne a Bayreuth, ormai cieco.

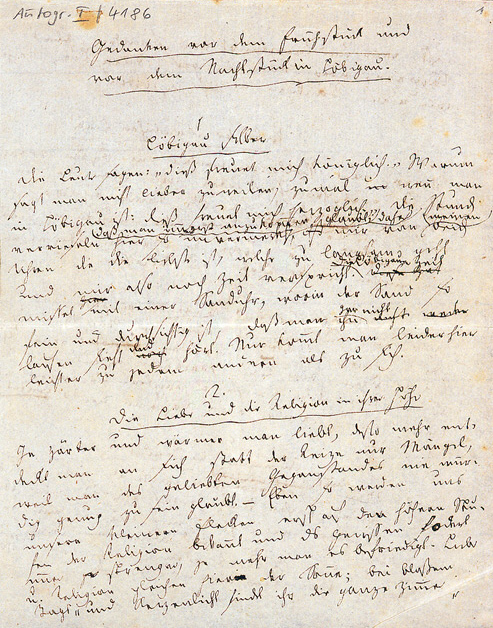
riproduzione da un manoscritto

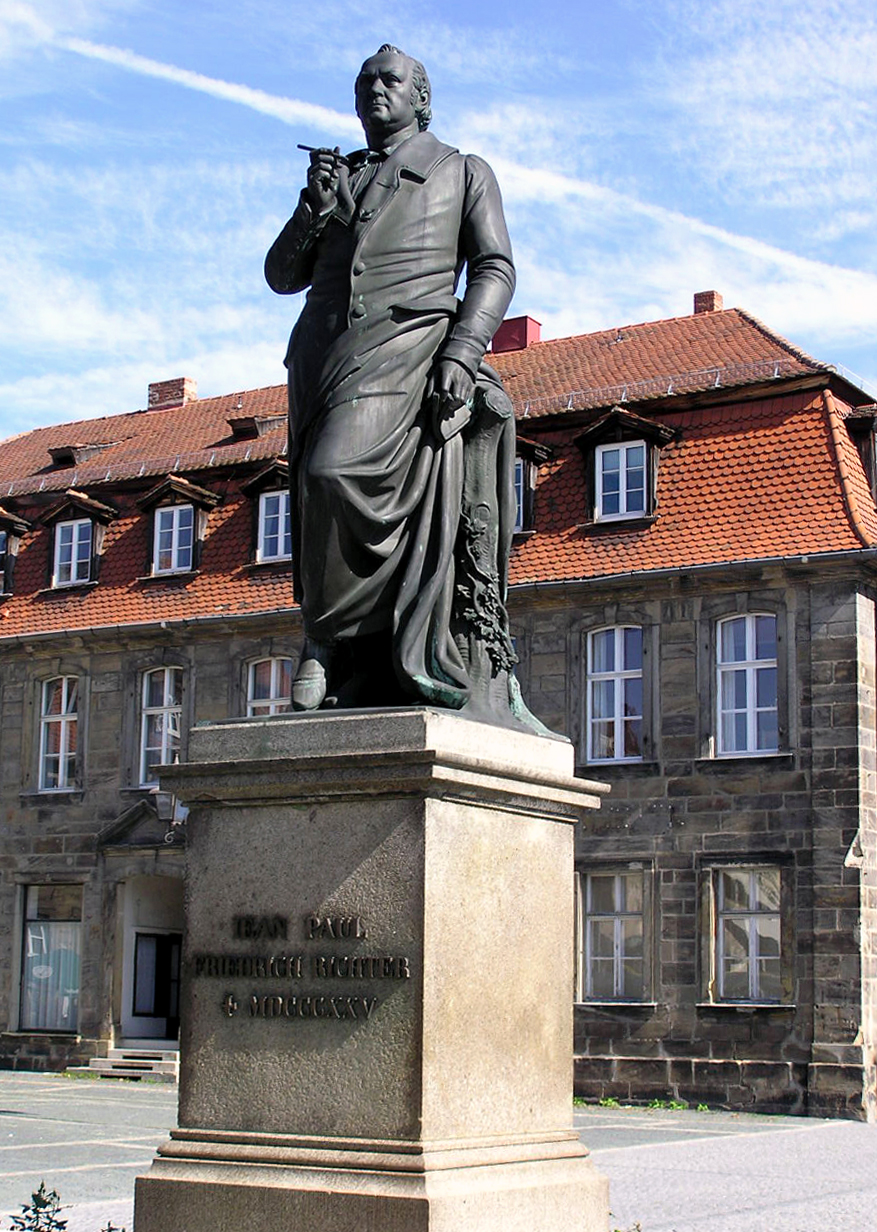
Statua di Jean Paul a Bayreuth

## Stile
Jean Paul occupa una posizione insolita nella letteratura tedesca e ha sempre suscitato pareri discordanti fra il pubblico letterario, diviso fra indifferenza e ammirazione incondizionata. Fra gli altri Carlo Dossi, nelle sue Note azzurre, lo cita spesso, chiamandolo Gian Paolo, e ne loda ironia ed umorismo.
Jean Paul trovò nel romanzo la forma espressiva a lui più congeniale: rifuggendo dalle eleganti cristallizzazioni formali, egli preferisce lasciar libero sfogo all'onda del sentimento, delle associazioni, che rivolge pietisticamente alle piccole gioie segrete di un'esistenza borghese.
Senza tralasciare di essere testimone del suo tempo, certamente non ne incarnò lo spirito: il suo stile è originale, e non può essere inquadrato in alcuno di quelli allora attuali. Nonostante le difficoltà economiche, soprattutto negli anni iniziali, non si adattò mai a scrivere per altri o seguendo influenze esterne: in questo Jean Paul si presenta come artista decisamente moderno, svincolato dai condizionamenti. La critica, soprattutto quella contemporanea, non ebbe sempre parole di elogio, ma oggigiorno il suo valore è pienamente riconosciuto.
L'ironia, componente fondamentale della sua personalità, va dall'allusione sottile al sarcasmo, ed è sostenuta da uno stile singolarissimo, nei cui periodi barocchi, a volte grotteschi e spesso sovrabbondanti, un minuzioso realismo si fonde con una sfrenata fantasia. L'amore per la natura e l'atteggiamento quasi religioso verso le cose naturali si traducono volentieri in pagine di acceso lirismo. Nella costruzione del romanzo fa ampio uso di digressioni, postille, sogni, intermezzi allegorici, citazioni. Non poche volte le metafore si concatenano ombrando lo svolgersi dell'azione.
Nel romanzo Siebenkäs  (che si può ritenere autobiografico) il tema del doppio fa la sua comparsa evidente (un sosia che muore e che ricompare sotto altre spoglie), tema già presente in Flegeljahre coi gemelli Vult e Walt; ma una dualità espressiva la si ritrova anche nello stile: comico e sublime, realista e allegorista, satirico e sentimentale.
Nel Discorso del Cristo morto, inserito come Primo Fiore in Siebenkäs, in un sogno del protagonista Gesù Cristo risponde all'umanità che gli chiede del Padre: «No, non esiste... non c'è alcun Dio... siamo tutti orfani, voi e io...». Dunque Dio è morto: si manifesta qui evidente lo scetticismo del pur religioso Jean Paul. Il sogno termina con un'immagine di speranza: la sete di infinito del nostro sembra non essere compatibile con quella di Dio.
Richter esercitò grande influenza sulla narrativa tedesca dell'800 (Gottfried Keller, Wilhelm Raabe, Friedrich Theodor Vischer, Heinrich Heine, Ernst Theodor Amadeus Hoffmann, ecc.); alla sua opera si fa risalire molta parte della letteratura del ventesimo secolo.
In campo pedagogico fu ammiratore di Jean-Jacques Rousseau (e da qui lo pseudonimo Jean Paul), esaltando le potenzialità positive dell'animo infantile. Nel libro Levana si rivela il primo e il più brillante esponente della pedagogia tedesca.
Nel 1804 pubblicò un imponente compendio di estetica, la Vorschule der Ästhetik (Introduzione all'estetica), in cui classifica le diverse forme di poesia: quella antica (caratterizzata dalla imitazione [mimesis] della natura) e quella moderna, che si articola in poesia materialistica (volta alla mera riproduzione della natura), nichilistica (mossa dalla phantasia e scevra di modelli da imitare) e romantica. In quest'ultima, tramite la facoltà del "genio", mimesis e phantasia trovano un equilibrio, che si invera nella facoltà del Witz: l'arguzia, o motto di spirito (in cui culminano l'ironia e l'umorismo), che costituisce la cifra dell'arte e dello spirito romantico.

## Nella musica
Gustav Mahler intitolò Il Titano la sua Prima Sinfonia, riferendosi appunto al romanzo omonimo. Robert Schumann si ispirò ad un capitolo di Flegeljahre per la raccolta Papillons.

## Opere

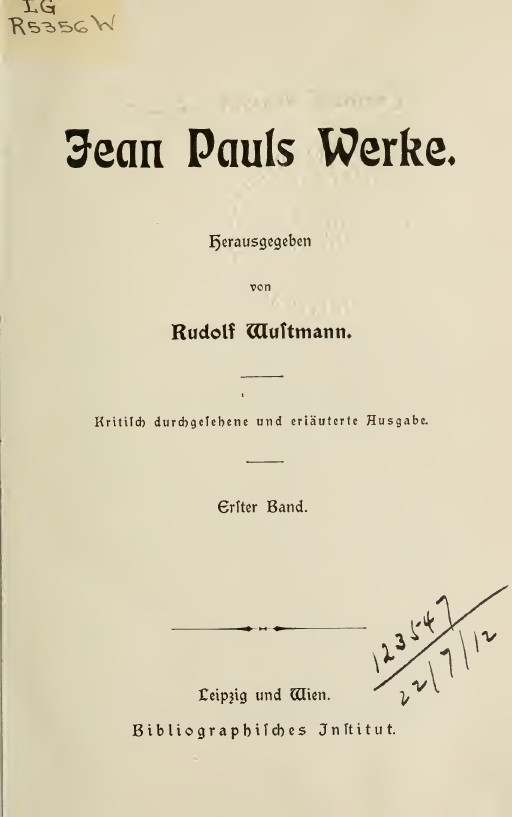
Il Titano (Titan, 1800-1803), vol. 1

### Elenco
- La vita di Maria Wuz, il maestrino contento di Auenthal (Leben des vergnügten Schulmeisterlein Maria Wutz in Auenthal, 1790)
- Hesperus - 1795.
- La vita di Quintus Fixlein (Leben des Quintus Fixlein, 1796).
- Siebenkäs (Blumen-, Frucht- und Dornenstücke; oder Ehestand, Tod und Hochzeit des Armenadvokaten F. St. Siebenkäs im Reichsmarktflecken Kuhschnappel, 1796-1797; 2ª ed., col titolo Blumen-, Frucht- und Dornenstücke; oder Ehestand, Tod und Hochzeit des Armenadvokaten F. St. Siebenkäs, 1818)
- Il Titano (Titan, 1800-1803).
- Giornale di bordo dell'aeronauta Giannozzo (Des Luftschiffers Giannozzo Seebuch) - 1801[2]
- Introduzione all'estetica (Vorschule der Ästhetik, 1804)
- Anni acerbi o L'età della stupidera (Flegeljahre, 1805).
- Levana, 1807.
- Satira scritta dal fantomatico professor Attila Schmelzle (Des Feldpredigers Schmelzle Reise nach Flätz, 1808).
- Elogio della Stupidità, saggio.
- Il comico, l'umorismo e l'arguzia, saggio.

### Traduzioni italiane
- Anni Acerbi (Flegeljahre), a cura di Liborio Mario Rubino, Napoli 1990
- L'età della stupidera (Flegeljahre), a cura e traduzione di Umberto Gandini, Milano, Frassinelli, 1996.
- Setteformaggi (Siebenkäs), a cura e traduzione di Umberto Gandini, Milano, Frassinelli, 1998.
- La storia di se stesso (Selberbeschreibung), a cura di Fabrizio Cambi, ed. Pisana, Pisa 1997
- Il comico, l'umorismo e l'arguzia (Vorschule der Ästhetik), a cura di E. Spedicato, ed. Il poligrafo, Padova 1994
- Clavis Fichteana seu leibgeberiana, a cura di Eleonora de Conciliis e Hartmut Retzlaff, ed. Cronopio, Napoli 2003
- Il discorso del Cristo morto e altri sogni, trad. it. di B.Bianchi, ed. Ricci, Parma 1977
- Scritti sul nichilismo, trad. di A. Fabris, ed. Morcelliana, Brescia 1997
- La vita del Quintus Fixlein (Leben des Quintus Fixlein), Bologna 1987
- Levana e altri scritti, a cura di Clara Bovero, ed. UTET, Torino 1972
- Giornale di bordo dell'aeronauta Giannozzo (Des Luftschiffers Giannozzo Seebuch), a cura di E. Bernardi, ed. Adelphi, 1981
- Vita di Maria Wutz (Leben des vergnügten Schulmeisterlein Maria Wutz in Auenthal), a cura di Clara Bovero, ed. TEA, 1988